# Normani x Calvin Harris
Normani x Calvin Harris è un EP della cantante statunitense Normani e del disc jockey britannico Calvin Harris, pubblicato il 22 ottobre 2018.

## Tracce
1. Checklist (feat. Wizkid) – 2:49 (Normani Kordei Hamilton, Brittany Talia Hazzard, Ayodeji Balogun)
2. Slow Down – 3:25 (Normani Kordei Hamilton, Adam Wiles, Jessica Reyez)

## Classifiche
Checklist
| Classifiche (2018) | Posizione massima |
| ------------------ | ----------------- |
| Irlanda            | 76                |
| Slovacchia         | 86                |
| Regno Unito        | 98                |